# 莱赛 (旧市镇)
莱赛（法語：Lessay，法語發音：[lɛsɛ]）是法国芒什省的一个旧市镇，属于库唐斯区。2016年1月1日，莱赛与市镇艾河畔昂戈维尔合并为新的莱赛。

## 地理
莱赛（49°13'5"N, 1°31'50"W）面积22.23 平方千米，位于法国诺曼底大区芒什省，该省份为法国西北部沿海省份，西、北、东北三面环大西洋，东起顺时针与卡爾瓦多斯省、奧恩省、马耶讷省和伊勒-维莱讷省接壤。
与莱赛接壤的市镇（或旧市镇、城区）包括：艾河畔昂戈维尔、克雷昂斯、拉弗伊、米利埃、艾河畔圣日耳曼、韦利。
莱赛的时区为UTC+01:00、UTC+02:00（夏令时）。

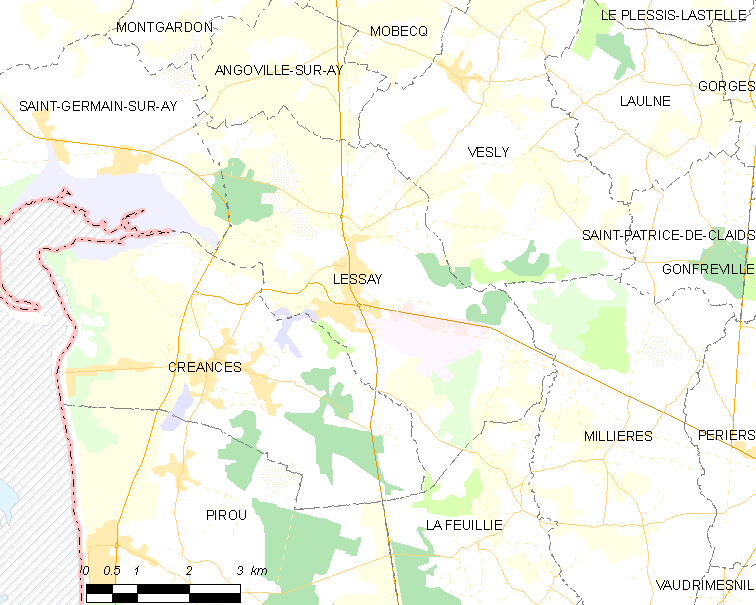
莱赛的OSM定位图

## 行政
莱赛的邮政编码为50430，INSEE市镇编码为50267。

## 政治
莱赛所属的省级选区为克雷昂斯县。

## 人口

1962-2008年间莱赛人口变化图示

莱赛于2018年1月1日时的人口数量为1994人。